# Perth Amboy
Perth Amboy é uma cidade localizada no estado americano de Nova Jérsei, no Condado de Middlesex. A cidade de Perth Amboy faz parte da Área Metropolitana de Nova York. A partir do Censo dos Estados Unidos de 2010, a população da cidade era 50.814 .
Perth Amboy tem uma população majoritariamente hispânica. No censo de 2010, pessoas de "origem hispânica, latina ou espanhola compunha 78,1% da população, segundo a Union City em 84,7%. Perth Amboy é conhecida como "Cidade da Baía", referindo-se à Baía de Raritan .
Perth Amboy foi colonizada em 1683 por colonos escoceses. Foi chamado de "New Perth" depois de James Drummond, 4º Conde de Perth, e os nativos americanos de Lenape chamaram o ponto em que a cidade se encontra "Ompoge"; o nome nativo foi eventualmente corrompido e os dois nomes foram mesclados. Perth Amboy foi formada pela carta patente real em 1718, e o Legislativo de Nova Jerseyreafirmou seu status em 1784, após a independência. A cidade foi capital da província de Nova Jersey de 1686 á 1776. Em meados do século XIX, a Revolução Industrial e a imigração aumentaram a cidade, desenvolvendo uma variedade de bairros que residentes de diversas etnias viviam. A cidade tem crescido em outras indústrias desde o seu redesenvolvimento a partir da década de 1990.
O Perth Amboy faz fronteira com o Arthur Kill e apresenta uma zona histórica à beira-mar. O Escorregador de Balsas Perth Amboy já foi uma importante balsa na área, e foi adicionado ao Registro Nacional de Lugares Históricos em 1978. O Raritan Yacht Club, um dos mais antigos clubes de iate nos Estados Unidos, está localizado na cidade . Perth Amboy está ligado ao distrito de Staten Island da cidade de Nova York através do Outerbridge Crossing.
Perth Amboy também é conhecida por ser a cidade natal de um dos maiores  astros do rock mundial, Jon Bon Jovi, vocalista e fundador da lendária banda de hard rock Bon Jovi.

## História

### Nome
Os nativos americanos de Lenape chamaram o ponto em que a cidade é construída "Ompoge" que significa "chão nivelado"  ou "em pé ou ereto". Quando se estabeleceu em 1684, a nova cidade foi apelidada de New Perth em homenagem a James Drummond, conde de Perth, um dos associados de uma empresa de proprietários escoceses. O nome da língua Algonquian persistiu, corrompido para Ambo, ou Point Amboy, e eventualmente uma combinação dos nomes nativos e coloniais surgiram, [25] [26] [27] também aparecendo em South Amboy .

### Colônia escocesa
Perth Amboy foi colonizado por colonos escoceses por volta de 1683 que haviam sido recrutados para ocupar a parte da colônia de East Jersey de propriedade de Robert Barclay, um quaker que mais tarde se tornaria o governador ausente da província.

### Carta e incorporação
Perth Amboy foi formada pela Carta Real em 4 de agosto de 1718, dentro de vários municípios e novamente pela Assembléia Legislativa de Nova Jersey em 21 de dezembro de 1784, dentro de Perth Amboy Township e de parte de Woodbridge Township. Perth Amboy Township foi formado em 31 de outubro de 1693 e foi ampliado durante a década de 1720 para abranger a cidade de Perth Amboy. Perth Amboy Township foi incorporada como um dos 104 distritos iniciais de New Jersey através do Township Act de 1798 em 21 de fevereiro de 1798. O distrito foi substituído pela cidade de Perth Amboy em 8 de abril de 1844.

### Capital da província
Perth Amboy serviu como capital da Província de Nova Jersey de 1686 até 1776. Em 1684, Perth Amboy tornou-se a capital de East Jersey e permaneceu a capital até a união de East e West Jersey em 1702, e tornou-se uma capital colonial alternativa com Burlingtonaté em 1776. Alguns dos edifícios deste período inicial ainda podem ser vistos hoje  Mais notavelmente, a Proprietary House, a casa de William Franklin, o último governador real de Nova Jersey e parente distante de Benjamin Franklin , ainda está na área da cidade à beira-mar. A Igreja de São Pedro foi fundada em 1718 pela primeira congregação episcopal do estado. Seu edifício atual, datado de 1875, é cercado por um cemitério de habitantes antigos e exibe uma coleção de vitrais com cenas religiosas, bem como primeiras representações de Nova Jersey recebendo sua carta e um encontro entre William Franklin e seu pai, Ben. A Prefeitura de Perth Amboy, primeiramente construída como um tribunal em 1714, sobreviveu a grandes incêndios em 1731 e 1764 e é a mais antiga prefeitura em uso contínuo nos Estados Unidos . O Kearny Cottage, movido a partir de sua localização original, é um exemplo remanescente da arquitetura vernacular do século XVIII.

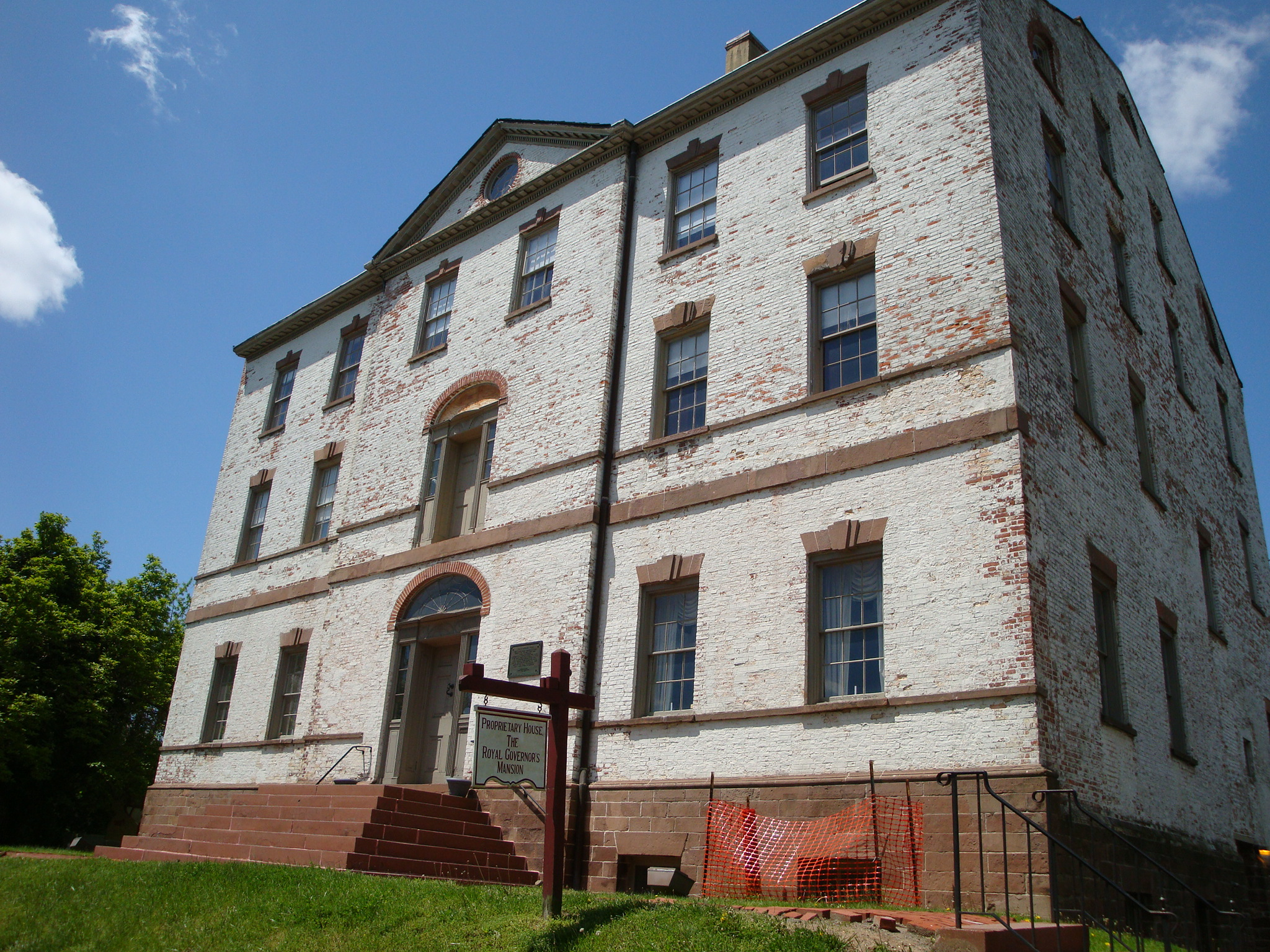
Casa proprietária.

Durante o período colonial e por um tempo significativo depois disso, Perth Amboy foi um importante ponto de passagem para viajantes entre Nova York e Filadélfia, pois era o local de uma balsa que cruzava o Arthur Kill até Tottenville, Staten Island. O serviço regular começou em 1709. Este tornou-se menos importante quando o Outerbridge Crossing foi inaugurado em 1928, mas continuou a operar até 1963. Em 1998, o Perth Amboy Ferry Slip foi restaurado em 1904 . Uma réplica da bilheteria foi construída e é usada como um pequeno museu.

### Industrialização e imigração
Em meados do século XIX, a imigração e a industrialização transformaram Perth Amboy. Fábricas como a A. Hall e a Sons Terra Cotta, a Guggenheim and Sons e a Copper Works Smelting Company abasteceram um centro próspero e empregaram muitos residentes da área. O crescimento foi ainda mais estimulado, tornando-se o terminal de marés da Ferrovia do Vale de Lehigh e um ponto de embarque de carvão. Perth Amboy desenvolveu bairros étnicos fortemente unidos e insulares como Budapeste, Dublin e Chickentown. Imigrantes da Dinamarca, Polónia, Hungria, Checoslováquia, Itália, Rússia e Áustria dominaram rapidamente os empregos na fábrica .

## Demografia
Segundo o censo americano de 2000, a sua população era de 47.303 habitantes.
Em 2006, foi estimada uma população de 48.607, um aumento de 1304 (2.8%).

## Geografia
De acordo com o United States Census Bureau tem uma área de
15,5 km², dos quais 12,4 km² cobertos por terra e 3,1 km² cobertos por água. Perth Amboy localiza-se a aproximadamente 35 m acima do nível do mar.

## Localidades na vizinhança
O diagrama seguinte representa as localidades num raio de 8 km ao redor de Perth Amboy.